# 1646
Il 1646 (MDCXLVI in numeri romani) è un anno  del XVII secolo.

## Eventi
- 31 maggio – Il terremoto del Gargano provoca un migliaio di vittime.

## Nati

### Gennaio
- 2 gennaio - Bernardo Fedrighini, architetto italiano († 1733)

### Febbraio
- 4 febbraio - Hans Assmann von Abschatz, poeta tedesco († 1699)
- 10 febbraio - Giovanni Martino Hamerani, medaglista italiano († 1705)
- 20 febbraio - Gianfrancesco II Gonzaga, nobile italiano († 1703)
- 23 febbraio - Tokugawa Tsunayoshi, militare giapponese († 1709)

### Marzo
- 3 marzo - Gregor Schwenzengast, scultore austriaco († 1723)
- 5 marzo - Antonio Blasi, militare italiano († 1732)
- 22 marzo - François Romain, ingegnere e architetto fiammingo († 1737)
- 29 marzo - Benedetto Menzini, poeta italiano († 1704)
- 30 marzo - Bernardino Castelli, scultore e intagliatore italiano († 1725)
- 30 marzo - Robert De Longe, pittore fiammingo († 1709)

### Aprile
- 1º aprile - Hermann Otto von Limburg-Stirum, generale tedesco († 1704)
- 4 aprile - Antoine Galland, orientalista e archeologo francese († 1715)
- 11 aprile - Domenico Manni, ingegnere italiano († 1741)
- 11 aprile - Vincenzo Manni, poeta e letterato italiano († 1706)
- 12 aprile - Pier Dandini, pittore italiano († 1712)
- 15 aprile - Cristiano V di Danimarca, re danese († 1699)
- 16 aprile - Jules Hardouin Mansart, architetto francese († 1708)
- 16 aprile - Benito de Sala y de Caramany, cardinale e vescovo cattolico spagnolo († 1715)
- 20 aprile - Giacinto Calandrucci, pittore e incisore italiano († 1707)
- 20 aprile - Charles Plumier, botanico francese († 1704)

### Maggio
- 6 maggio - Augusto Federico di Holstein-Gottorp, principe († 1705)
- 12 maggio - Giorgio IV di Erbach-Fürstenau, nobile tedesco († 1678)
- 18 maggio - Johannes Glauber, pittore, disegnatore e incisore olandese († 1726)

### Giugno
- 5 giugno - Elena Lucrezia Corner, filosofa italiana († 1684)
- 6 giugno - Ortensia Mancini, nobile francese († 1699)
- 20 giugno - Antonio Ottoboni, nobile e generale italiano († 1720)
- 22 giugno - Maria Francesca di Savoia-Nemours, principessa († 1683)
- 23 giugno - Giovanni Battista Rospigliosi, I principe Rospigliosi, nobile italiano († 1722)
- 30 giugno - Paul Hermann, botanico e medico tedesco († 1695)

### Luglio
- 1º luglio - Gottfried Wilhelm von Leibniz, filosofo, matematico e scienziato tedesco († 1716)
- 9 luglio - Zeger Bernard van Espen, teologo belga († 1728)
- 15 luglio - Federico I di Sassonia-Gotha-Altenburg, nobile tedesco († 1691)
- 21 luglio - Livia Cesarini, nobile italiana († 1711)
- 24 luglio - Madeleine Boullogne, pittrice francese († 1710)
- 29 luglio - Johann Theile, compositore tedesco († 1724)

### Agosto
- 2 agosto - Jean-Baptiste du Casse, pirata e ammiraglio francese († 1715)
- 4 agosto - Giambattista Spinola, cardinale italiano († 1719)
- 6 agosto - Giandomenico Paracciani, cardinale e vescovo cattolico italiano († 1721)
- 8 agosto - Godfrey Kneller, artista e pittore tedesco († 1723)
- 12 agosto - Luisa Elisabetta di Curlandia, principessa († 1690)
- 19 agosto - John Flamsteed, astronomo inglese († 1719)
- 23 agosto - Giacomo Antonio Mannini, pittore italiano († 1742)
- 24 agosto - Roger Boyle, II conte di Orrery, politico irlandese († 1682)

### Settembre
- 6 settembre - Magnus Daniel Omeis, poeta e filosofo tedesco († 1708)

### Ottobre
- 3 ottobre - Joseph Parrocel, pittore, disegnatore e incisore francese († 1704)
- 16 ottobre - Pirro Maria Gonzaga, nobile e militare italiano († 1707)
- 24 ottobre - Ferdinando Moncada Gaetani, nobile e politico italiano († 1712)

### Novembre
- 9 novembre - John Egerton, III conte di Bridgewater, militare britannico († 1701)
- 27 novembre - Edward Howard, II conte di Carlisle, nobile e politico inglese († 1692)

### Dicembre
- 23 dicembre - Jean Hardouin, gesuita, filologo e antiquario francese († 1729)
- 23 dicembre - Nicola Righetti, vescovo cattolico italiano († 1711)
- 26 dicembre - Elisabetta d'Orléans, duchessa († 1696)

### Senza giorno specificato
- Ryōnen Gensō, monaca buddista e artista giapponese († 1711)
- Marcantonio Agazzi, vescovo cattolico italiano († 1710)
- Juan de Araujo, compositore spagnolo († 1712)
- Juan Correa, pittore messicano († 1716)
- Juan Tomás Enríquez de Cabrera, generale e politico spagnolo († 1705)
- Antoine Hamilton, scrittore irlandese († 1720)
- Olimpia Ludovisi, nobildonna italiana († 1700)
- Charles Molloy, giurista irlandese († 1690)
- Francesco Monti, pittore italiano († 1703)
- John Moore, vescovo anglicano inglese († 1714)
- John Riley, pittore britannico († 1691)
- Filippo Schor, architetto, ingegnere e scenografo italiano († 1701)
- Gerardo Antonio Silva, nobile italiano († 1714)
- Henri de Tonti, esploratore italiano († 1704)
- Giovanni Cosimo Villifranchi, librettista italiano († 1699)
- Carlo Filiberto d'Este, nobile († 1714)
- Nicolas de Fer, cartografo, geografo e incisore francese († 1720)

## Morti

### Gennaio
- 3 gennaio - Francesco Erizzo, doge (n. 1566)
- 4 gennaio - Gaspard III de Coligny, militare francese (n. 1584)
- 6 gennaio - Elias Holl, architetto tedesco (n. 1573)
- 11 gennaio - Michelangelo Buonarroti il Giovane, scrittore italiano (n. 1568)
- 18 gennaio - Hosokawa Tadaoki, militare giapponese (n. 1563)

### Marzo
- 3 marzo - Christopher Potter, presbitero britannico (n. 1591)
- 8 marzo - Ferdinando Cesarini, nobile, poeta e fisico italiano
- 11 marzo - Stanisław Koniecpolski, generale polacco
- 14 marzo - Pompeo Coronini, vescovo cattolico italiano (n. 1582)
- 23 marzo - Daniele Casella, scultore e architetto svizzero (n. 1557)
- 31 marzo - Matteo III di Alessandria, arcivescovo cristiano orientale egiziano

### Aprile
- 10 aprile - Santino Solari, architetto e scultore italiano (n. 1576)
- 18 aprile - Ottavio Bolognesi, diplomatico italiano (n. 1580)

### Maggio
- 11 maggio - Yagyū Munenori, militare e scrittore giapponese (n. 1571)
- 13 maggio - Maria Anna d'Asburgo, nobile spagnola (n. 1606)

### Giugno
- 10 giugno - Ottaviano Picenardi, nobile, politico e diplomatico italiano (n. 1570)
- 14 giugno - Ottavio Branciforte, vescovo cattolico italiano (n. 1599)
- 27 giugno - Achille d'Estampes de Valençay, cardinale francese (n. 1593)
- 30 giugno - Philip Powell, avvocato e beato britannico (n. 1594)

### Luglio
- 16 luglio - Charles-François Abra de Raconis, teologo e vescovo cattolico francese (n. 1580)
- 17 luglio - Date Shigezane, militare giapponese (n. 1568)
- 25 luglio - Maria Farnese, nobile (n. 1615)

### Agosto
- 5 agosto - Carlo Andrea Caracciolo, II marchese di Torrecuso, nobile e militare italiano (n. 1583)
- 8 agosto - Johannes Rudbeckius, vescovo luterano svedese (n. 1581)
- 9 agosto - Margherita Aldobrandini, sovrana italiana (n. 1588)
- 11 agosto - Giovanni Domenico Spinola, cardinale italiano (n. 1579)
- 17 agosto - Alessandro Albini, pittore italiano (n. 1568)
- 17 agosto - Álvaro de Bazán, generale spagnolo (n. 1571)
- 19 agosto - Francesco Furini, pittore italiano (n. 1603)
- 19 agosto - Alexander Henderson, teologo scozzese (n. 1583)
- 28 agosto - Fulvio Testi, diplomatico e poeta italiano (n. 1593)

### Settembre
- 8 settembre - Partenio I di Costantinopoli, arcivescovo ortodosso greco
- 8 settembre - Ippolito Andreasi, vescovo cattolico e scrittore italiano
- 8 settembre - Nicolas Faret, politico, scrittore e poeta francese
- 11 settembre - Antonio Barberini, cardinale e vescovo cattolico italiano (n. 1569)
- 11 settembre - Odoardo I Farnese, duca (n. 1612)
- 14 settembre - Robert Devereux, III conte di Essex, conte inglese (n. 1591)
- 20 settembre - Anne de Rohan, umanista e poetessa francese (n. 1584)
- 22 settembre - Jean-François Niceron, scienziato francese (n. 1613)

### Ottobre
- 3 ottobre - Virgilio Mazzocchi, compositore italiano (n. 1597)
- 4 ottobre - Thomas Howard, XXI conte di Arundel, nobile, politico e collezionista d'arte inglese (n. 1585)
- 9 ottobre - Baltasar Carlos di Spagna, principe spagnolo (n. 1629)
- 12 ottobre - François de Bassompierre, militare e diplomatico francese (n. 1579)
- 18 ottobre - Isacco Jogues, gesuita e missionario francese (n. 1607)
- 19 ottobre - Giovanni de La Lande, gesuita, missionario e santo francese (n. 1615)
- 28 ottobre - William Dobson, pittore inglese (n. 1610)

### Novembre
- 4 novembre - Luigi Günther di Schwarzburg-Rudolstadt, nobile tedesco (n. 1581)
- 5 novembre - Mario Guiducci, astronomo italiano (n. 1583)
- 5 novembre - Federico Sandri Trotti, vescovo cattolico italiano
- 13 novembre - Jeremiah Burroughs, religioso e predicatore inglese (n. 1599)
- 29 novembre - Laurentius Paulinus Gothus, religioso, teologo e astronomo svedese (n. 1565)

### Dicembre
- 18 dicembre - Henry Somerset, I marchese di Worcester, nobile inglese (n. 1590)
- 22 dicembre - Pietro Mogila, vescovo ortodosso moldavo (n. 1596)
- 24 dicembre - Nicolas Briot, medaglista e inventore francese (n. 1579)
- 26 dicembre - Enrico II di Borbone-Condé, nobile francese (n. 1588)
- 28 dicembre - François Maynard, poeta e scrittore francese (n. 1582)

### Senza giorno specificato
- Robert Angot, poeta e scrittore francese (n. 1581)
- Agnese Argotta, nobile italiana (n. 1570)
- Girolamo Bossi, umanista italiano (n. 1588)
- Pierre Gilles, storico svizzero (n. 1571)
- Isaack Gilsemans, mercante e artista olandese
- Miguel de Guevara, monaco cristiano, poeta e filologo messicano (n. 1585)
- Thomas Hope, I baronetto di Craighall, avvocato scozzese (n. 1573)
- Lodovico Lana, pittore italiano (n. 1597)
- Jean Armand de Maillé, ammiraglio e nobile francese (n. 1619)
- Benedetto Mandina, vescovo cattolico italiano (n. 1580)
- Giovanni Stefano Marucelli, pittore, architetto e ingegnere italiano (n. 1586)
- Giacomo Robustelli, nobile
- Alessandro II Sanvitale, nobile italiano
- Giovan Leone Sempronio, poeta, scrittore e letterato italiano (n. 1603)
- Ascensidonio Spacca, pittore italiano (n. 1557)
- Costante Tencalla, scultore e architetto svizzero (n. 1593)
- William Twisse, teologo scozzese (n. 1578)
- Moyses van Uyttenbroeck, pittore olandese
- Pieter van den Keere, cartografo, incisore e editore olandese (n. 1571)
- Francesco Vitelli, religioso e arcivescovo cattolico italiano (n. 1582)
- Maarten Gerritsz Vries, cartografo e esploratore olandese (n. 1589)
- Silahdar Yusuf Pascià, militare ottomano (n. 1604)
- Manuel de Almeida, missionario portoghese (n. 1578)
- Semiz Mehmed Pascià, politico ottomano (n. 1596)

## Calendario
| Calendario 1646 | Calendario 1646 | Calendario 1646 | Calendario 1646 | Calendario 1646 | Calendario 1646 | Calendario 1646 | Calendario 1646 | Calendario 1646 | Calendario 1646 | Calendario 1646 | Calendario 1646 | Calendario 1646 | Calendario 1646 | Calendario 1646 | Calendario 1646 | Calendario 1646 | Calendario 1646 | Calendario 1646 | Calendario 1646 | Calendario 1646 | Calendario 1646 | Calendario 1646 | Calendario 1646 | Calendario 1646 | Calendario 1646 | Calendario 1646 | Calendario 1646 | Calendario 1646 | Calendario 1646 | Calendario 1646 | Calendario 1646 | Calendario 1646 |
| --------------- | --------------- | --------------- | --------------- | --------------- | --------------- | --------------- | --------------- | --------------- | --------------- | --------------- | --------------- | --------------- | --------------- | --------------- | --------------- | --------------- | --------------- | --------------- | --------------- | --------------- | --------------- | --------------- | --------------- | --------------- | --------------- | --------------- | --------------- | --------------- | --------------- | --------------- | --------------- | --------------- |
|                 | 1               | 2               | 3               | 4               | 5               | 6               | 7               | 8               | 9               | 10              | 11              | 12              | 13              | 14              | 15              | 16              | 17              | 18              | 19              | 20              | 21              | 22              | 23              | 24              | 25              | 26              | 27              | 28              | 29              | 30              | 31              |                 |
| Gennaio         | Lu              | Ma              | Me              | Gi              | Ve              | Sa              | Do              | Lu              | Ma              | Me              | Gi              | Ve              | Sa              | Do              | Lu              | Ma              | Me              | Gi              | Ve              | Sa              | Do              | Lu              | Ma              | Me              | Gi              | Ve              | Sa              | Do              | Lu              | Ma              | Me              |                 |
| Febbraio        | Gi              | Ve              | Sa              | Do              | Lu              | Ma              | Me              | Gi              | Ve              | Sa              | Do              | Lu              | Ma              | Me              | Gi              | Ve              | Sa              | Do              | Lu              | Ma              | Me              | Gi              | Ve              | Sa              | Do              | Lu              | Ma              | Me              |                 |                 |                 |                 |
| Marzo           | Gi              | Ve              | Sa              | Do              | Lu              | Ma              | Me              | Gi              | Ve              | Sa              | Do              | Lu              | Ma              | Me              | Gi              | Ve              | Sa              | Do              | Lu              | Ma              | Me              | Gi              | Ve              | Sa              | Do              | Lu              | Ma              | Me              | Gi              | Ve              | Sa              |                 |
| Aprile          | Do              | Lu              | Ma              | Me              | Gi              | Ve              | Sa              | Do              | Lu              | Ma              | Me              | Gi              | Ve              | Sa              | Do              | Lu              | Ma              | Me              | Gi              | Ve              | Sa              | Do              | Lu              | Ma              | Me              | Gi              | Ve              | Sa              | Do              | Lu              |                 |                 |
| Maggio          | Ma              | Me              | Gi              | Ve              | Sa              | Do              | Lu              | Ma              | Me              | Gi              | Ve              | Sa              | Do              | Lu              | Ma              | Me              | Gi              | Ve              | Sa              | Do              | Lu              | Ma              | Me              | Gi              | Ve              | Sa              | Do              | Lu              | Ma              | Me              | Gi              |                 |
| Giugno          | Ve              | Sa              | Do              | Lu              | Ma              | Me              | Gi              | Ve              | Sa              | Do              | Lu              | Ma              | Me              | Gi              | Ve              | Sa              | Do              | Lu              | Ma              | Me              | Gi              | Ve              | Sa              | Do              | Lu              | Ma              | Me              | Gi              | Ve              | Sa              |                 |                 |
| Luglio          | Do              | Lu              | Ma              | Me              | Gi              | Ve              | Sa              | Do              | Lu              | Ma              | Me              | Gi              | Ve              | Sa              | Do              | Lu              | Ma              | Me              | Gi              | Ve              | Sa              | Do              | Lu              | Ma              | Me              | Gi              | Ve              | Sa              | Do              | Lu              | Ma              |                 |
| Agosto          | Me              | Gi              | Ve              | Sa              | Do              | Lu              | Ma              | Me              | Gi              | Ve              | Sa              | Do              | Lu              | Ma              | Me              | Gi              | Ve              | Sa              | Do              | Lu              | Ma              | Me              | Gi              | Ve              | Sa              | Do              | Lu              | Ma              | Me              | Gi              | Ve              |                 |
| Settembre       | Sa              | Do              | Lu              | Ma              | Me              | Gi              | Ve              | Sa              | Do              | Lu              | Ma              | Me              | Gi              | Ve              | Sa              | Do              | Lu              | Ma              | Me              | Gi              | Ve              | Sa              | Do              | Lu              | Ma              | Me              | Gi              | Ve              | Sa              | Do              |                 |                 |
| Ottobre         | Lu              | Ma              | Me              | Gi              | Ve              | Sa              | Do              | Lu              | Ma              | Me              | Gi              | Ve              | Sa              | Do              | Lu              | Ma              | Me              | Gi              | Ve              | Sa              | Do              | Lu              | Ma              | Me              | Gi              | Ve              | Sa              | Do              | Lu              | Ma              | Me              |                 |
| Novembre        | Gi              | Ve              | Sa              | Do              | Lu              | Ma              | Me              | Gi              | Ve              | Sa              | Do              | Lu              | Ma              | Me              | Gi              | Ve              | Sa              | Do              | Lu              | Ma              | Me              | Gi              | Ve              | Sa              | Do              | Lu              | Ma              | Me              | Gi              | Ve              |                 |                 |
| Dicembre        | Sa              | Do              | Lu              | Ma              | Me              | Gi              | Ve              | Sa              | Do              | Lu              | Ma              | Me              | Gi              | Ve              | Sa              | Do              | Lu              | Ma              | Me              | Gi              | Ve              | Sa              | Do              | Lu              | Ma              | Me              | Gi              | Ve              | Sa              | Do              | Lu              |                 |